# Stilobezzia centripictura
Stilobezzia centripictura är en tvåvingeart som beskrevs av Tokunaga 1963. Stilobezzia centripictura ingår i släktet Stilobezzia och familjen svidknott. Inga underarter finns listade i Catalogue of Life.